# Josef Rektor
Josef Rektor (11. října 1877 Veliš – 5. října 1953 Praha) byl český akademický malíř a sochař.

## Život
Josef Rektor se narodil v obci Veliš, která leží nedaleko Jičína. Jeho otec František Rektor byl zedník. Po absolvování obecné školy šel studovat řezbářství do Chrudimi. Byl velmi nadaný a tak jeho další kroky vedli na pražskou malířskou akademii. Nastoupil do sochařského ateliéru u profesora J. V. Myslbeka. Akademii však dokončil v roce 1904 jako student malířství u profesorů Vojtěcha Hynaise a Hanuše Schwaigra. Do první světové války narukoval v roce 1914 a celou válku prožil na srbské frontě. Po válce často pobýval v Německu, později si zařídil sochařský, malířský a dekoratérský ateliér v Praze na Vinohradech. Velice často a rád zajížděl malovat do rodných východních Čech, maloval v Krkonoších a Podkrkonoší, v Orlických horách, ale i v okolí Pardubic a Hradce Králové.

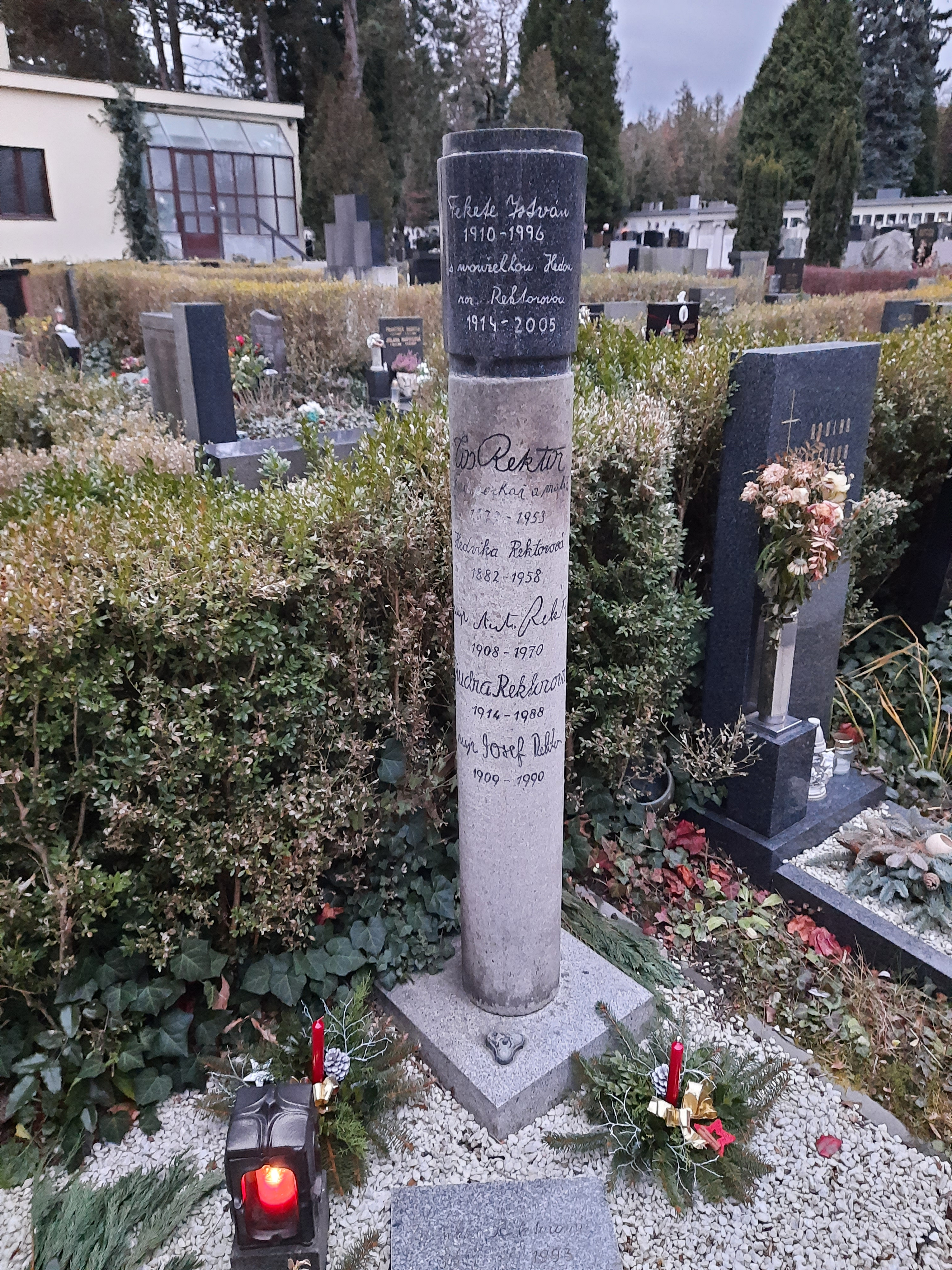
Hrob rodiny Josefa Rektora v Urnovém háji Krematoria Strašnice

Zemřel 5. října 1953 v Praze. Pohřben byl v Urnovém háji strašnického krematoria.

## Dílo
- Autoportrét (kolem 1910)[2]
- Fresky na průčelí Okresního domu v Novém Bydžově

Ukázky z díla
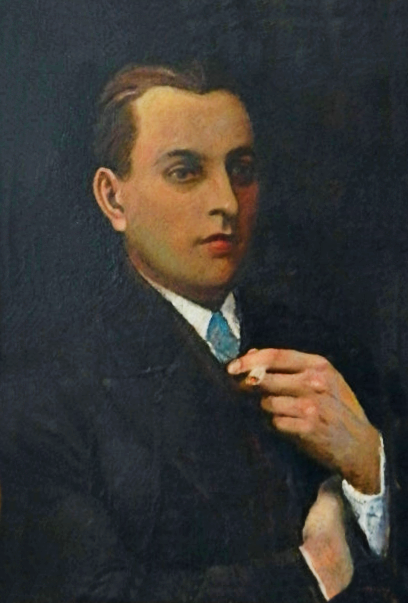
Kouřící muž
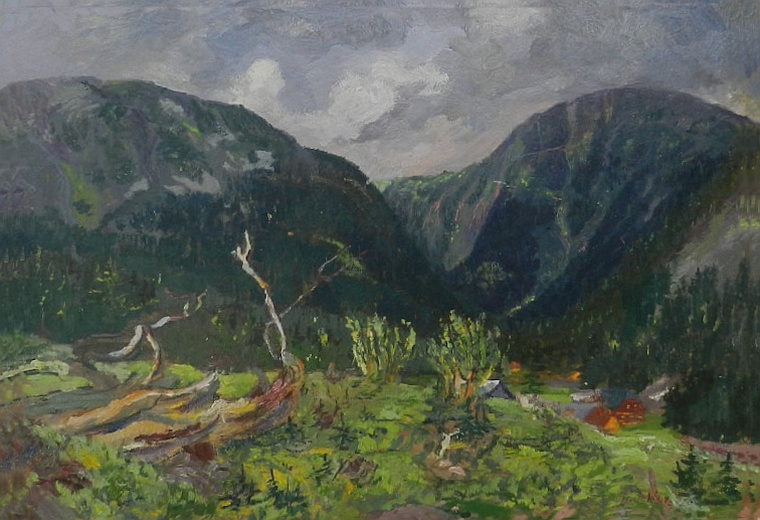
Obří důl studničná se Sněžkou
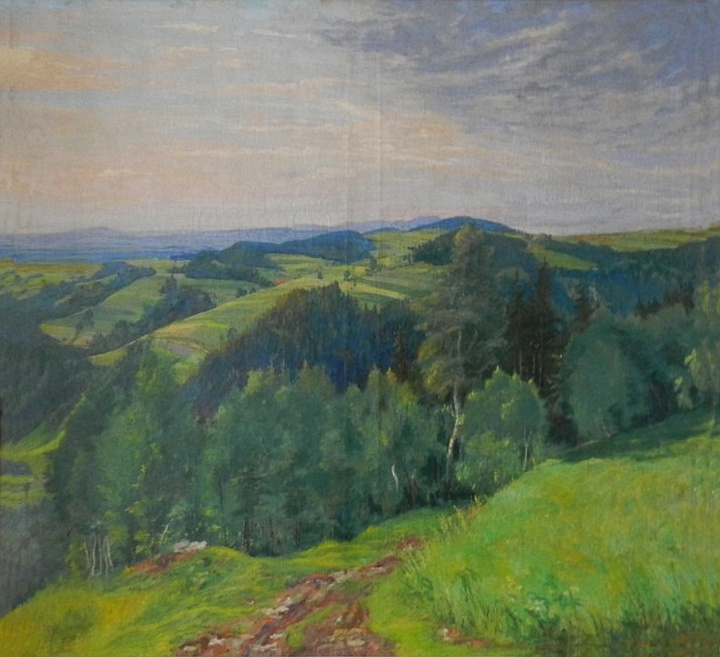
Jaro
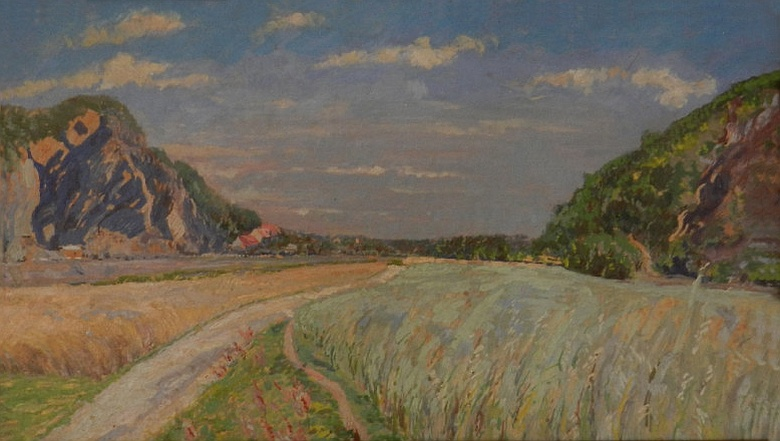
Cesta údolím
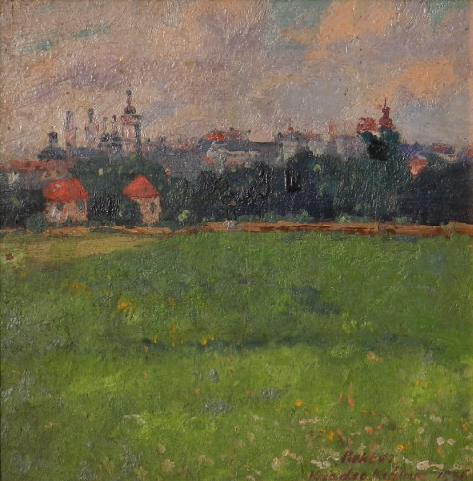
Hradec Králové
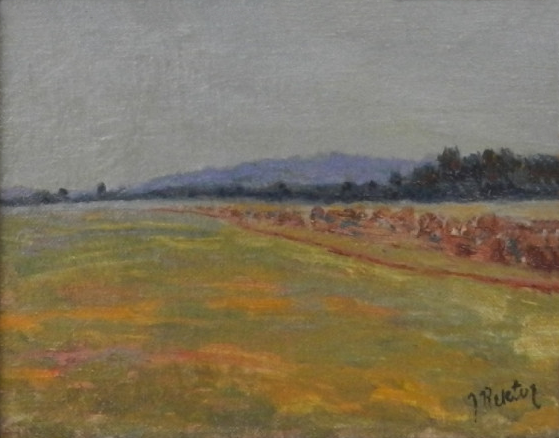
Krajinka (pole)
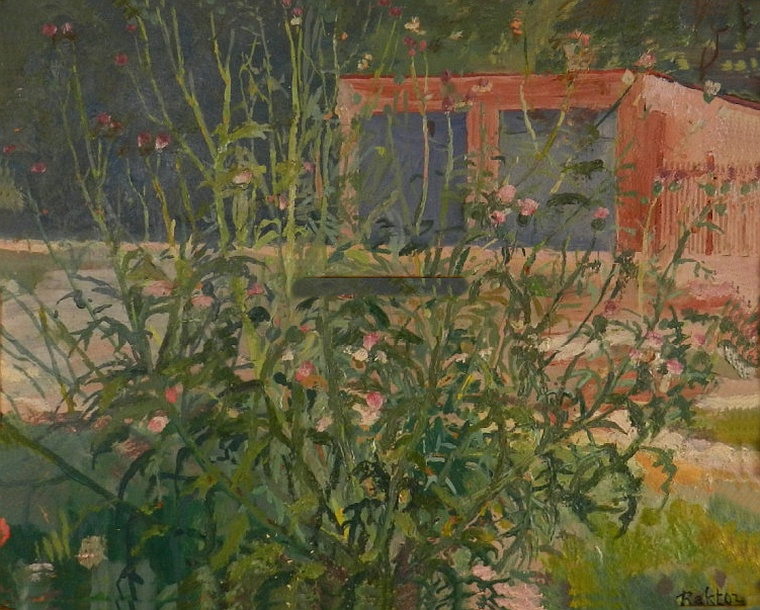
Květy
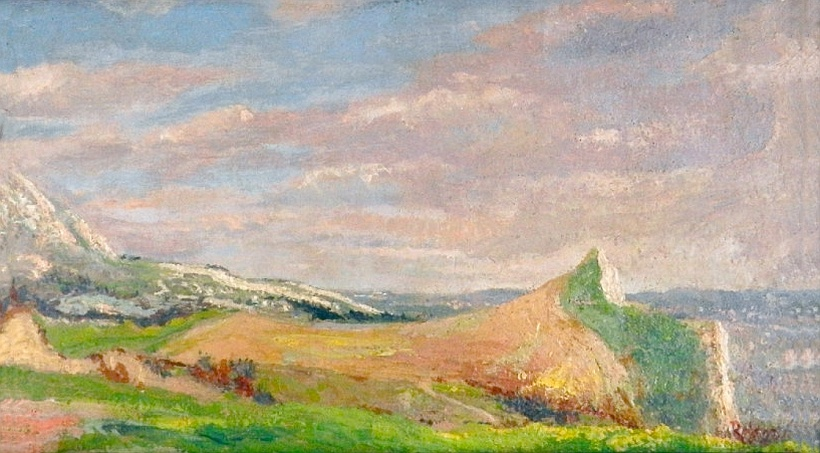
Krajinka
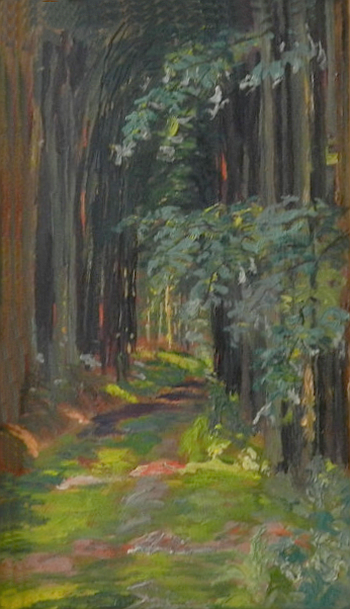
Alej v lese